# Demet Parlak
Demet Parlak (ur. 26 lipca 1996) – turecka lekkoatletka, tyczkarka.

## Osiągnięcia
| Rok  | Impreza                                  | Miejsce   | Lokata            | Wynik |
| ---- | ---------------------------------------- | --------- | ----------------- | ----- |
| 2013 | Mistrzostwa świata juniorów młodszych    | Donieck   | el. – 15. miejsce | 3,75  |
| 2014 | Halowe mistrzostwa krajów bałkańskich    | Stambuł   | 2. miejsce        | 3,90  |
| 2014 | Superliga drużynowych mistrzostw Europy  | Brunszwik | 10. miejsce       | 3,60  |
| 2014 | Mistrzostwa świata juniorów              | Eugene    | el. – 21. miejsce | 3,90  |
| 2015 | I liga drużynowych mistrzostw Europy     | Heraklion | 8. miejsce        | 4,00  |
| 2017 | Igrzyska solidarności islamskiej         | Baku      | 1. miejsce        | 4,15  |
| 2017 | Młodzieżowe mistrzostwa Europy           | Bydgoszcz | 12. miejsce       | 4,00  |
| 2018 | Igrzyska śródziemnomorskie               | Tarragona | 9. miejsce        | 4,01  |
| 2025 | II dywizja drużynowych mistrzostw Europy | Maribor   | 6. miejsce        | 4,00  |

## Rekordy życiowe
- Skok o tyczce (stadion) – 4,30 (2016) były rekord Turcji
- Skok o tyczce (hala) – 4,33 (2018) były rekord Turcji